# Daniyal Biy
Daniyal Biy fou atalik del Kanat de Bukharà del 1758 a 1785. Va succeir a Muhammad Rahim quan aquest va morir, cridat pel visir Dewlet Biy. La relació amb Muhammad Rahim no està clara: Abd al-Karim i Izzetullah l'esmenten com el seu oncle, però el viatger rus Yefremof diu que era el seu nebot. No obstant diverses fonts concorden en el fet que era fill de Khudayar Biy que va començar a exercir càrrecs vers 1705 i hauria succeït a un Rahim Biy com atalik abans del 1722. Khudayar per raons cronològiques no pot ser germà de Muhammad Rahim (el que feria a Daniyal el seu nebot); probablement Khudayar era germà de Muhammad Hakim (atalik vers 1722-1743) i, per tant, Daniyal seria en realitat cosí germà de Muhammad Rahim, o bé era el Khudayar era el pare de Hakim i de Daniyal.
Daniyal no va voler el títol de kan i va tornar al títol d'atalik i potser al d'emir i va decidir restablir com a representació superior de l'estat un genguiskànida (la dinastia local era la dels djànides, descendents de Genguis Kan), posant al tron, tot i que sense poder efectiu, a alguns nets d'Abu l-Faid, que haurien estat Shir Ghazi i al cap de poc Abu l-Ghazi Khan, si és que els dos no són la mateixa persona.
Daniyal és considerat de poc caràcter; el poder efectiu hauria restat en gran part en mans del visir Dewlet Biy. El costum persa del tabac es va difondre a Bukharà en aquest temps i es va vendre als bazars, i una casa de mala nota va obrir a Kafir Rubat; la policia no podia fer res. El fill gran de Daniyal, Amir Maasum conegut llavors amb el malnom de Beggi Jan (més trad com Shah Murad), escandalitzat, va demanar consell a l'asceta Shaykh Sefer per ser un home millor; aquest li va recomanar fer de portador per un temps als bazars; així ho va fer; quan el seu pare el va recriminar va al·legar que els fills dels governants no exercien bé el seu poder i que un antic esclau, Dewlet Kushbegi, era l'amo del país, i va declarar la seva intenció de dedicar-se a la mendicitat; al cap d'un any va entrar com a deixeble de Sefer.
Decidit a eliminar el poder sobre el seu pare que exercia Dewlet, va convocar a aquest a una entrevista per preparar la recepció d'uns enviats del Kanat de Kokand, i a aquesta reunió un grup de conjurats el van matar. Els seus béns foren confiscats. Després va exercir revenja contra Khazi que l'havia ofès i tot i la intercessió de Daniyal fou executat. Els mateixos germans de Murad van començar a tenir por d'aquest i Daniyal va deixar d'interferir en els seus afers. Llavors, ja amb el nom de Shah Murad, va donar el feu de Kermineh al seu germà Sultan Murad, i un altre germà de nom Toktamish va rebre Karshi. A causa d'alguns símptomes de rebel·lia foren deposatsun temps després.
Daniyal va cridar al seu fill i li va fer prometre que no feria matar als seus germans ni els enviaria a l'exili, ni donaria les seves vídues en matrimoni; també li va fer jurar que tractaria bé el cap dels eunucs Khoja Sadik i que assignaria quantitats raonables als seus germans i germanes i que a ell mateix l'enterraria prop de la tomba de Shah Nakhsband. Shah Murad ho va jurar pel seu cap i els seus ulls; una hora després va morir Daniyal.
És descrit com un home valent i auster. Va ser amic dels governants de Khivà, Khokand i Merv. Mai va voler agafar el títol de kan i ni tanmateix el d'emir se sap segur si el va agafar, ja que no va emetre moneda ni la khutba es va llegir en el seu nom, portant sempre el d'atalik. La seva mort fou vers el 1785 i el va succeir el seu fill amb el nom de Shah Murad.